# Cyrtandra klossii
Cyrtandra klossii är en tvåhjärtbladig växtart som beskrevs av Spencer Le Marchant Moore. Cyrtandra klossii ingår i släktet Cyrtandra och familjen Gesneriaceae.

## Underarter
Arten delas in i följande underarter:
- C. k. heptantha
- C. k. klossii